# 蕭烏野
蕭烏野（?—?），字草隐。辽国軍人。契丹人，祖先是興聖宮（女古斡耳朵）的分枝，观察使蕭塔里直之孫。
蕭烏野孝悌尚礼，重熙年間补護衛，辽兴宗晋升他为護衛太保。清寧九年（1063年），他辅佐耶律仁先平定耶律重元之乱，因功加团练使之位。敵烈部被近邻部落侵犯，蕭烏野任敵烈部節度使。他以母亲年老为由回归故乡。母亲去世，非常哀伤。服丧结束，历任興聖宮使、延慶宮使後去世。

## 延伸阅读
[在维基数据编辑]
 《遼史/卷92》，出自脱脱《遼史》